# Bisnius cephalotes
Bisnius cephalotes är en skalbaggsart som först beskrevs av Johann Ludwig Christian Gravenhorst 1802.  Bisnius cephalotes ingår i släktet Bisnius, och familjen kortvingar. Arten är reproducerande i Sverige.